# Jeanne-Elisabeth Labatte
Jeanne-Elisabeth Labatte (* 1702; † 25. Mai 1767) war eine französische Schauspielerin.
Über das Leben Labattes ist wenig bekannt. Sie war verheiratet und ihr Ehename war La Roche. Labattes Karriere begann als Tänzerin an der Pariser Oper und an der Comédie-Française debütierte sie, 19-jährig, im Jahr 1721. Im darauffolgenden Jahr wurde sie festes Ensemblemitglied und Sociétaire de la Comédie-Française. Die Stärke Labattes lag weniger in der Tragödie als in den von Tanz und Gesang geprägten Divertissements. Allgemein wurde sie in Komödien, in den Rollen der Heldinnen, geschätzt. Nach relativ kurzer Karriere nahm sie 1733, weil im Jahr 1731 Mademoiselle Gaussin Ensemblemitglied geworden war, ihren Bühnenabschied, da sie sich der Konkurrenz nicht gewachsen sah. Trotzdem erhielt Labatte die übliche Pension von 1000 Livre.

## Rollen an der Comédie-Française (Auswahl)
- Iphigénie in Iphigénie von Jean Racine
- Julie in Le Jaloux désabusé von Jean-Galbert de Campistron
- Hortense in Le Babillard von Louis de Boissy
- Erigone in Erigone von François Joseph de Lagrange-Chancel